# Я твоя хазяйка
«Я твоя хазяйка» (ісп. Soy tu dueña) — мексиканська теленовела виробництва компанії Televisa. У головних ролях Лусеро, Фернандо Колунга та Габріела Спанік. Прем'єра відбулася 19 квітня — 7 листопада 2010 року на каналі Las Estrellas. Римейк телесеріалу «Хазяйка» (1995).

## Сюжет
Валентина Вільяльба Рангель по смерті батьків успадковує великі статки. Розчарувавшись у нареченому і в коханні, вона разом з тіткою Ісабель, яка замінила їй матір, та двоюрідною сестрою Іваною, яка завжди їй заздрила, переселяється на велике віддалене ранчо. Вона не підозрює, що робітники та селяни настроєні проти неї через дії її управителя Ресендо Гавілана, який чинить лихе, прикриваючись її іменем. Валентина знайомиться з Хосе Мігелем Монтесіносом, власником сусіднього ранчо, який, як й інші, ставиться до неї вороже. Та деякий час потому вони розуміють, що закохані одне в одного.

## У ролях
| Актор               | Роль                               |
| ------------------- | ---------------------------------- |
| Лусеро              | Валентина Вільяльба Рангель        |
| Фернандо Колунга    | Хосе Мігель Монтесінос             |
| Габріела Спанік     | Івана Дорантес Рангель             |
| Сільвія Піналь      | Ісабель Рангель Дорантес           |
| Серхіо Гойрі        | Ресендо Гавілан                    |
| Жаклін Андере       | Леонор де Монтесінос               |
| Давид Сепеда        | Алонсо Пеньяльверт                 |
| Ана Мартін          | Беніта Гаррідо                     |
| Едуардо Капетільйо  | Орасіо Акоста                      |
| Хуліо Алеман        | Ернесто Галеана                    |
| Ерік дель Кастільйо | Федеріко Монтесінос                |
| Марісоль Дель Ольмо | Габріела Іслас                     |
| Карлос Брачо        | падре Хустіно Саманьєго #1         |
| Арсеніо Кампос      | падре Хустіно Саманьєго #2         |
| Фабіан Роблес       | Феліпе Сантібаньєс                 |
| Хосе Карлос Руїс    | Сабіно Меркадо                     |
| Пол Стенлі          | Тімотео                            |
| Ана Берта Еспін     | Енрікетта Бермудес де Макотела     |
| Давид Остроскі      | Мойсес Макотела                    |
| Клаудіо Баес        | Оскар Ампудія                      |
| Емое де ла Парра    | Нарда Ампудія                      |
| Херардо Альварран   | Нерон Альмокера                    |
| Фатіма Торре        | Ілюмінада Камарго                  |
| Россана Сан-Хуан    | Крісанта Камарго                   |
| Крістіна Обрегон    | Сандра Енрікетта Маколета Бермудес |
| Марісоль Сантакрус  | Сесілія Рангель де Вільяльба       |
| Гільєрмо Капетільйо | Рохеліо Вільяльба                  |
| Діана Осоріо        | Маргарита Корона                   |
| Алехандра Прокуна   | Бренда Кастаньо Лагунес            |
| Анабель Феррейра    | Ампаро                             |
| Маріо Дель Ріо      | Філадельфо Поррас                  |
| Клаудія Ортега      | Тереса де Гранадос                 |
| Едуардо Рівера      | Хуан Гранадос                      |
| Дієго Авіла         | Чуї Гранадос                       |
| Аврора Клавель      | донья Ангустіас                    |
| Адріана Лаффан      | Аманда                             |
| Марта Хулія         | подружка нареченої #1              |

## Нагороди та номінації
TVyNovelas Awards (2011)
- Найкращий актор (Фернандо Колунга).
- Найкраща чоловіча роль — відкриття (Пол Стенлі).
- Найкраща жіноча роль — відкриття (Фатіма Торре).
- Номінація на найкращу теленовелу (Нікандро Діас).
- Номінація на найкращу акторку (Лусеро).
- Номінація на найкращу лиходійку (Жаклін Андере).
- Номінація на найкращого лиходія (Серхіо Гойрі).
- Номінація на найкращого актора другого плану (Давид Середа).
- Номінація на найкращу роль у виконанні заслуженої акторки (Сільвія Піналь).
- Номінація на найкращу роль у виконанні заслуженої акторки (Ана Мартін).
- Номінація на найкращу роль у виконанні заслуженого актора (Ерік дель Кастільйо).

ACE Awards (2011)
- Найкраща акторка (Лусеро).
- Найкраща режисерська робота (Сальвадор Гарсіні).
- Найкращий телесеріал (Нікандро Діас).

TV Adicto Golden Awards
- Найкращий лиходій (Серхіо Гойрі).
- Найкраща жіноча роль (Лусеро).
- Найкраща чоловіча роль (Фернандо Колунга).
- Найкраща пара (Лусеро та Фернандо Колунга).

ASCAP Awards
- Найкращий телесеріал (Нікандро Діас).

Califa de Oro (2010)
- Найкращий заслужений актор (Ерік дель Кастільйо).

## Інші версії
- 1972 — Донья (ісп. La doña), венесуельська теленовела виробництва каналу RCTV. У головних ролях Ліла Морільйо, Еліо Рубенс та Белен Діас.
- 1978 — Доменіка Монтеро (ісп. Doménica Montero), мексиканська теленовела виробництва Televisa. У головних ролях Іран Еорі, Рохеліо Герра та Ракель Ольмедо.
- 1995 — Хазяйка (ісп. La dueña), мексиканська теленовела виробництва Televisa. У головних ролях Анхеліка Рівера, Франсіско Гатторно та Синтія Клітбо.
- 1995 — Виклик (ісп. El desafío), венесуельська теленовела виробництва каналу RCTV. У головних ролях Клаудія Вентуріні, Генрі Сото та Мімі Ласо.
- 2001 — Любов і ненависть (порт. Amor e odio), бразильська теленовела виробництва компанії Sistema Brasileiro de Televisão. У головних ролях Сузі Рего і Даніель Боавентура.